# Caesalpinia erianthera
Caesalpinia erianthera är en ärtväxtart som beskrevs av Emilio Chiovenda. Caesalpinia erianthera ingår i släktet Caesalpinia och familjen ärtväxter. Inga underarter finns listade i Catalogue of Life.